# Ib Juul
Ib Knud Kristian Juul (13. maj 1928 i Kalundborg – 18. januar 2006) var en dansk gymnasielærer og politiker, der var borgmester i Herlev Kommune fra 1970 til 1996, valgt for Socialdemokratiet. Han var også en periode medlem af Københavns Amtsråd.
Ib Juul blev cand.mag. i matematik, fysik og kemi fra Københavns Universitet i 1958 og blev derefter ansat som lærer ved Gladsaxe Gymnasium. Han blev senere undervisningsinspektør ved Direktoratet for Gymnasieskolerne og HF. 
Politisk stod han i årene som borgmester i spidsen for udviklingen af Herlev til en moderne kommune, og under hans ledelse havde Socialdemokratiet et solidt flertal i kommunalbestyrelsen. Han var desuden engageret i både KL, Amtsrådsforeningen og Socialkommissionen. Han forlod borgmesterposten midt i en valgperiode i 1996, hvor Kjeld Hansen overtog. 
En vej ved Herlev Hospital er opkaldt efter Ib Juul. Han er stedt til hvile på Birkholm Kirkegård i Herlev.